# Klan Carnegie
Carnegie – nazwisko szkockiego rodu (klanu) z Nizin (Lowlands)
Nazwisko pochodzi od nazwy dóbr Carnegie, w okolicy Carmyllie, w hrabstwie Angus. Nazwisko przyjęła rodzina wcześniej znana jako Balinghard, co również pochodziło od nazwy dóbr. Balinhardowie występują w dokumentach od 1230. W 1358 r. John of Balinhard otrzymał nadanie dóbr i baronii Carnegie; od niego pochodzi cały ród Carnegie. Ród Carnegie piastował przez kilka pokoleń urząd Wielkiego Podczaszego Szkocji, stąd w herbie znajduje się puchar (złoty, umieszczony na piersi czarnego orła, w polu srebrnym).
W 1409 Duthac of Carnegie otrzymał część dóbr Kinnaird i został założycielem drugiej ważnej linii rodu. Wódz klanu John Carnegie of Kinnaird poległ w walce z Anglikami pod Flodden Field w 1513 r. Jego syn Robert dostał się w bitwie pod Pinkie w 1547 do angielskiej niewoli. Po uwolnieniu został pasowany na rycerza i mianowany szkockim ambasadorem we Francji.
W 1616 Sir David Carnegie, 8. Laird of Kinnaird, został Lordem Carnegie of Kinnaird, a w 1633 otrzymał tytuł Earla of Southesk. W 1647 jego młodszy brat John Carnegie otrzymał tytuł Earl of Ethie and Lord Lour, jednak wkrótce zrezygnował z tego tytułu otrzymując w zamian nowy: w 1662 został dlań utworzony tytuł Earl of Northesk. Oba tytuły hrabiowskie nazwą nawiązują do rzeki Esk w hrabstwie Angus.
W czasie wojny domowej ród Carnegie w większości popierał króla; 2. Earl of Southestk został jako rojalista uwięziony przez Cromwella. Znany był po przezwiskiem "Czarny Earl" gdyż ponoć studiował czarną magię.
Młodszy syn 1. Earla of Southesk, Sir James Carnegie of Pittarrow, zasłynął jako żołnierz, w 1663 r. otrzymał tytuł baroneta Nowej Szkocji. W czasie powstań jakobickich klan Carnegie w całości poparł Stuartów.
Z rodu Carnegie pochodził Andrew Carnegie (ur. w roku 1835 w Dunfermline w Szkocji, zm. w 1919 w Nowym Jorku), amerykański przemysłowiec, jeden z najbogatszych ludzi na świecie, filantrop i mecenas kultury, sztuki i nauki.
Głowa rodu Carnegie, James George Alexander Bannerman Carnegie, 3. książę of Fife, jako jedyny syn 11. Earla of Southesk i księżny Maud of Fife, córki 1. księcia Fife i księżnej Luizy, księżnej krwi (Princess Royal) i księżny Fife znajduje się na 53. miejscu na oficjalnej liście kolejnych spadkobierców korony brytyjskiej.